# Lam Toro
Albums de Baaba Maal
Baayo
(1991) Firin' in Fouta
(1994)
Lam Toro est un album de Baaba Maal, sorti en 1992.

## L'album
Il atteint la 2e place des charts world-music britanniques et fait partie des 1001 albums qu'il faut avoir écoutés dans sa vie. 

### Titres
Tous les titres sont de Baaba Maal. 
1. Hamady Boiro (Yelle) (4:30)
2. Daande Lenol (5:42)
3. Lem Gi (Le Miel) (7:12)
4. Ndelorel (3:59)
5. Yela (4:36)
6. Toro (Tioulel l'Oiseau) (2:30)
7. Daniibe (Les Exilés) (7:57)
8. Olel (I'écho) (5:55)
9. Sy Sawande (5:27)
10. Hamady Bogle (4:34)

### Musiciens
- Hilaire F.J. Chaby-Hary: guitare, claviers, voix
- Assane N'Daye Cisse : guitare, percussions
- Kaow Cissoko : Kora, percussions
- Computer Paul : percussions (boite à rythme)
- Massamba Diop :  	percussions, sabar, tama, voix
- Alioune Dioue : voix
- Joe Galdo : batterie, mixage, percussions
- Sidiki Kouyate, Tonia Lo, Aziz Sambe : voix (chorale)
- Thio M'Baye : sabar
- Baaba Maal : guitare,voix
- Lester Mendez : claviers, mixage
- Bada Seck : batterie Bougarabou, djembe, batterie, sabar, voix
- Paul Smykle : mixage
- Davy Spillane : cornemuse